# MAGIC-Syndrom
Das MAGIC-Syndrom ist ein Akronym und steht für Mouth and genital ulcers with inflamed cartilage. Es handelt sich um eine sehr seltene Autoimmunerkrankung mit Überlappung der klinischen Manifestation des Morbus Behçet mit der Polychondritis recidivans et atrophicans, mit Mund- und Genital-Ulzera und entzündetem Knorpelgewebe. Wahrscheinlich handelt es sich um eine  immunologische Anomalie mit Elastin als möglichem Zielantigen. Bislang wurden weltweit nur 25 Fälle beschrieben (Stand: 10. April 2017).
Komplikationen umfassen Hörverlust, Pleuritis, gastrointestinale Ulzerationen, Vaskulitis des zentralen Nervensystems (ZNS) und tiefe Venenthrombosen. Die entzündliche Aortitis ist die schwerwiegendste Komplikation, die lebensbedrohlich sein kann und in etwa 25 % der gemeldeten Fälle auftritt.